# Sanni Leinonen
Sanni Maaria Leinonen (* 8. November 1989 in Siilinjärvi) ist eine ehemalige finnische Skirennläuferin. Sie war auf die Disziplinen Slalom und Riesenslalom spezialisiert. Ihr Zwillingsbruder Kalle Leinonen war als Freestyle-Skifahrer erfolgreich.

## Biografie
Im November 2004 nahm Leinonen erstmals an FIS-Rennen teil, Einsätze im Europacup folgten ab Januar 2006. Am 3. Februar 2006 bestritt sie ihr erstes Weltcup-Rennen, den Riesenslalom in Ofterschwang. Weltcuppunkte gewann sie erstmals am 11. November 2006 mit Platz 21 im Slalom von Levi. Nur sechs Wochen später fuhr sie als Zehnte des Slaloms von Semmering erstmals in die Top 10. In den nächsten Jahren konnte sie sich mehrmals unter den schnellsten 20 platzieren, ehe sie am 17. Januar 2010 mit dem siebenten Platz im Slalom von Maribor ihr zweites Top-10-Ergebnis und zugleich bestes Weltcupresultat erreichte.
Leinonen nahm an den Weltmeisterschaften 2007 in Åre teil. Dort erreichte sie mit der finnischen Mannschaft den vierten Platz im Mannschaftswettbewerb. Bei den Weltmeisterschaften 2009 in Val-d’Isère war ihr bestes Resultat der elfte Rang im Slalom. Bei den Olympischen Winterspielen 2010 in Vancouver schied sie im Slalom aus und erzielte nur den 30. Platz im Riesenslalom. An den Weltmeisterschaften 2011 konnte Leinonen nicht teilnehmen. Am 17. Januar des Jahres hatte sie im Europacup-Slalom von Tarvis einen Kreuzbandriss erlitten, der das vorzeitige Saisonende bedeutete. Nachdem sie in der folgenden Saison 2011/2012 ohne Weltcuppunkte geblieben war, gab sie im August 2012 ihren Rücktritt vom Skirennsport bekannt.
Bis zu ihrer Scheidung am 4. Januar 2023 war sie mit dem finnischen Nordischen Kombinierer und Skispringer Anssi Koivuranta verheiratet. Mit ihm hat sie zwei Söhne.

## Erfolge

### Olympische Spiele
- Vancouver 2010: 30. Riesenslalom

### Weltmeisterschaften
- Åre 2007: 4. Mannschaftswettbewerb, 30. Slalom, 31. Riesenslalom
- Val-d’Isère 2009: 11. Slalom, 21. Riesenslalom

### Juniorenweltmeisterschaften
- Altenmarkt/Flachau 2007: 13. Riesenslalom
- Formigal 2008: 11. Super-G
- Garmisch-Partenkirchen 2009: 6. Slalom, 24. Riesenslalom, 22. Super-G

### Weltcup
- 2 Platzierungen unter den besten 10

### Weitere Erfolge
- 3 finnische Meistertitel (Super-G 2007, Super-Kombination 2009, Slalom 2010)
- 12 Siege in FIS-Rennen